# توماس ر. بال
توماس ر. بال (بالإنجليزية: Thomas R. Ball)‏ هو سياسي أمريكي، ولد في 12 فبراير 1896 في نيويورك في الولايات المتحدة، وتوفي في 16 يونيو 1943. حزبياً، نشط في الحزب الجمهوري. وقد انتخب عضو مجلس نواب كونيتيكت وانتخب عضو مجلس النواب الأمريكي.